# Тимофій (Кетлеров)
Архієпископ Тимофій (в миру Трохим Тимофійович Кетлеров чи Котляров або Котлярев; 23 липня 1782, село Костирі, Рославльський повіт, Смоленська губернія — † 23 липня 1862, Поречська Ординська пустинь) — білоруський релігійний діяч, єпископ Російської православної церкви, єпископ Смоленський та Дорогобузький. Ректор Харківського колегіуму. 

## Життєпис
Народився в сім'ї священика.
Отримав домашню освіту, навчався у Смоленській духовній семінарії, із середнього відділу був відправлений до Московської слов'яно-греко-латинській академії.
1806 — закінчив академії, більше 10 років займав посаду вчителя при Смоленській духовній семінарії у середньому то вищому граматичних класах.
1817 — призначений інспектором і професором філософії.
18 листопада 1821 — пострижений в чернецтво з іменем Тимофій, рукопокладений в ієродиякони і 21 листопада — в ієромонахи.
9 червня 1822 — зведений в сан архімандрита Смоленського Троїцького монастиря, переміщений до Харкова ректором Харківського колегіуму.
1828 — викликаний до Санкт-Петербургу, митрополит Серафим Глаголевський призначив його вікарієм на Новгородській катедрі.
7 жовтня 1828 — хіротонія в єпископа Старої Русси, вікарія Новгородської митрополії.
1834 — призначений до Смоленської катедри
Протягом служіння в смоленській церкві (25 років) завдяки йому був оновлений Богоявленський собор (1840–1843), збудований приділ в ім'я святого Меркурія, смоленського чудотворця (1843), двоповерховий корпус Бельського духовного училища (1852). Заснував жіноче духовне училище при Вяземському Аркадьєвському жіночому монастирі (1849).
1856 — нагороджений орденом св.. Володимира великого хреста, 26 серпня того ж року отримав сан архієпископа.
31 травня 1848 — розіслав послання всім благочинним своєї єпархії із запрошенням вдівців священнослужителів та церковників йти у чернецтво.
1859 — через слабке здоров'я попрохав синод звільнити його від управління єпархією. Для життя на покої відбудував колись будинок з церквою на території Бельського монастиря, але настоятель був невдоволений, що будова спотворила монастир. Тимофій через це обрав Ординську пустинь, що за 50 верст від Смоленська. Туди переселився у грудні 1859. Де і помер 23 липня (за іншими джерелами 24 липня) 1862.